# Jan-Pers tjärn
Jan-Pers tjärn är en sjö i Torsby kommun i Värmland och ingår i Göta älvs huvudavrinningsområde.